# Dogana (San Marino)

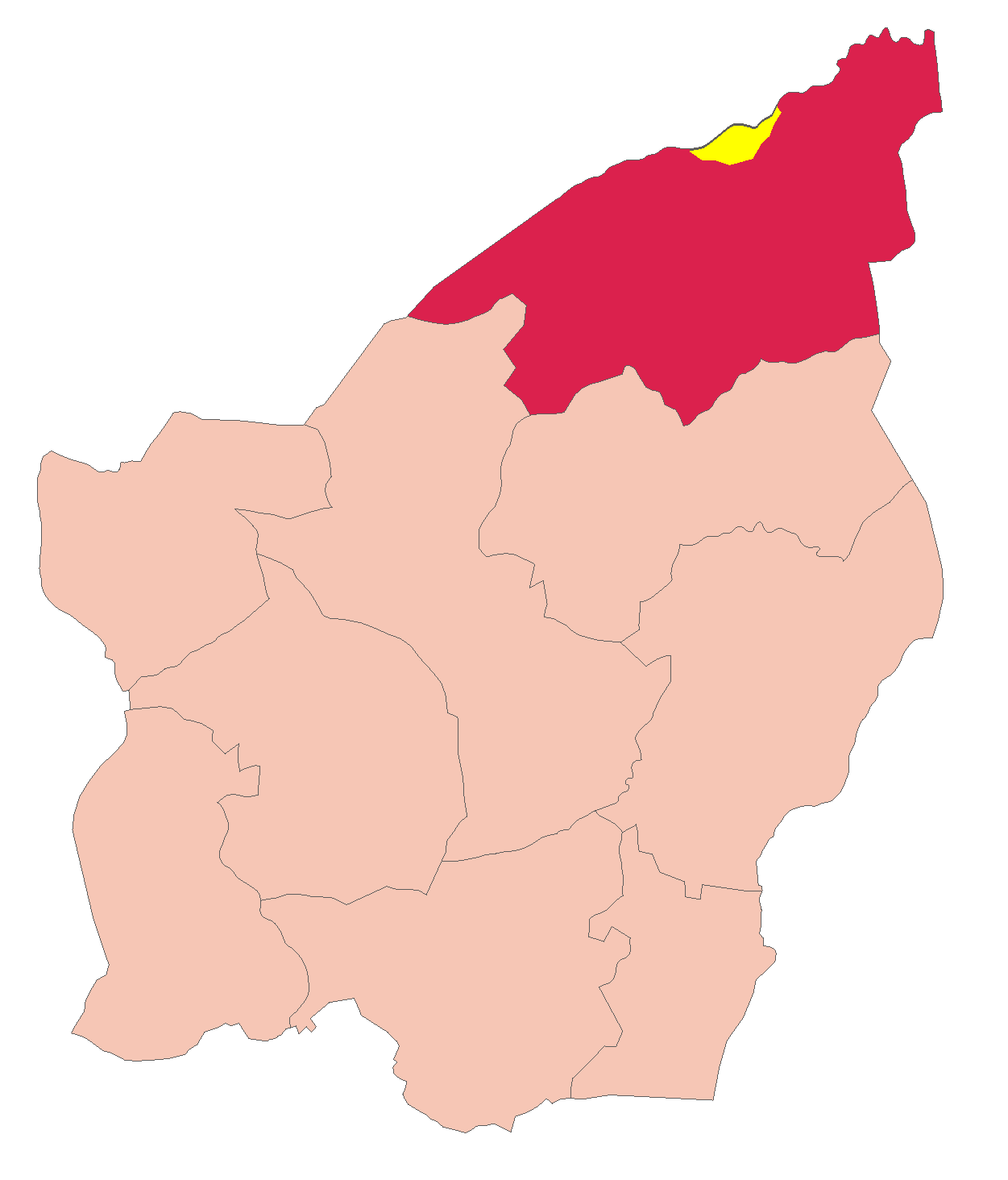
Lage von Dogana in der Gemeinde Serravalle und in San Marino

Dogana ist der größte Ortsteil (Curazia) der Gemeinde (Castello) Serravalle in San Marino. Der Ort ist der einwohnerreichste der Republik San Marino.

## Geographie
Dogana ist der nördlichste Ort in San Marino nach Falciano (ebenfalls Ortsteil von Serravalle). Er liegt direkt an der Grenze zu Italien, benachbart ist auf italienischer Seite Cerasolo, ein Verwaltungsbezirk von Coriano in der Provinz Rimini.

## Sport
- Der örtliche Fußballverein AC Juvenes/Dogana spielt in dem Campionato Sammarinese di Calcio.